# Аскалепов, Василий Семёнович
Василий Семёнович Аскалепов (1900—1948) — советский военачальник, участник Великой Отечественной войны, Герой Советского Союза (15.01.1944). Гвардии генерал-майор (1.03.1943).

## Молодость и Гражданская война
Родился 1 января 1900 года (20 декабря 1899 года — по старому стилю) в ст. Ермаковская (ныне Тацинского района Ростовской области). Русский.
Окончил начальную школу. Работал шахтёром-забойщиком.
В начале февраля 1918 года вступил в красный партизанский отряд М. Ф. Блинова в станице Морозовская. В конце февраля с отрядом зачислен в Красную Армию, где на его основе был создан 1-й Донской революционный кавалерийский полк. Участник Гражданской войны в России. В этом полку воевал в 23-й стрелковой дивизии, в конной группе 9-й армии, в 2-й кавалерийской дивизии на Южном фронте. С марта 1920 − красноармеец, помощник командира взвода, командир взвода 5-го Заамурского кавалерийского полка 2-й Ставропольской кавалерийской дивизии имени М. Ф. Блинова. Участвовал в операциях против Кубанской армии, против армии А. И. Деникина на Южном фронте, в боях против отрядов Н. И. Махно и войск П. Н. Врангеля, в Перекопско-Чонгарской операции. Был ранен 20 ноября 1920 года.
С апреля 1921 по сентябрь 1922 года — командир кавалерийского взвода 28-го Таманского кавалерийского полка той же дивизии Северо-Кавказского военного округа. Участвовал в ликвидации бандитизма в Ставропольской губернии и Терской области. Затем его направили на учёбу.

## Служба в межвоенное время
В 1924 году окончил Ростовскую пехотную школу. Вернулся в 28-й кавполк, командовал взводом и эскадроном до августа 1929 года. В 1927 году окончил кавалерийские Курсы усовершенствования командного состава РККА в Новочеркасске. В августе 1929 года вновь убыл на учёбу, в 1934 году окончил Военную академию РККА имени М. В. Фрунзе.
С 1934 года — начальник полковой школы 30-го Саратовского кавалерийского полка Украинского военного округа (Житомир). С ноября 1935 года — начальник 2-го отделения штаба 7-го кавалерийского корпуса (Шепетовка). С ноября 1936 года — командир 29-го кавалерийского полка 5-й Ставропольской кавалерийской дивизии имени тов. Блинова (Киевский военный округ).
В период массовых репрессий в РККА командир 29-го кавалерийского полка Киевского военного округа майор В. С. Аскалепов 6 ноября 1937 года был арестован, уволен из армии и продолжительное время находился под следствием. Освобожден в связи с прекращением дела 5 июня 1938 года, восстановлен в РККА при пересмотре части дел в отношении ряда репрессированных командиров
С июля 1938 года — преподаватель тактики кавалерийских Курсов усовершенствования командного состава РККА в Новочеркасске. С января 1940 года — командир 118-го кавалерийского полка 15-й Кубанской кавалерийской дивизии (Забайкальский военный округ, станция Даурия). В мае 1941 года назначен заместителем командира 152-й стрелковой дивизии 32-го стрелкового корпуса 16-й армии (Забайкальский военный округ).

## Великая Отечественная война
На фронтах Великой Отечественной войны с июня 1941 года. В составе 16-й армии прибыл на Западный фронт, участвовал в Смоленском сражении. В августе 1941 года назначен командиром 46-й стрелковой дивизии, был легко ранен 18 августа 1941 года. Вся семья Василия Аскалепова погибла в 1941 году.
В сентябре 1941 года отозван с фронта, направлен в Среднеазиатский военный округ формировать 108-ю кавалерийскую дивизию (с апреля 1942 — 107-я кавалерийская дивизия). Сформировал её в Киргизской ССР и в августе 1942 года прибыл с ней в Московский военный округ. Однако там дивизия была расформирована, войска переданы в другие части, а сам полковник Аскалепов в сентябре назначен командиром 292-й стрелковой дивизии в 1-й гвардейской и 24-й армиях Сталинградского и Донского фронтов. Участник Сталинградской битвы. Дивизия под его командованием держала плацдарм на Дону северо-западнее Сталинграда, понесла большие потери и в начале ноября 1942 года её расформировали.
С ноября 1942 года — командир 173-й стрелковой дивизии в 65-й и 21-й армиях Донского фронта. За выдающиеся отличия в Сталинградской битве, особенно при уничтожении окруженной в Сталинграде 6-й немецкой армии, дивизия приказом народного комиссара обороны СССР от 1 марта 1943 года получила гвардейское звание и была переименована в 77-ю гвардейскую стрелковую дивизию. Тогда же командиру дивизии полковнику В. С. Аскалепову было присвоено воинское звание генерал-майор. С марта 1943 года дивизия действовала в составе 61-й армии Брянского и Центрального фронтов. Отличился в Курской битве (в-частности, в Орловской наступательной операции), при освобождении Левобережной Украины.
Командир 77-й гвардейской стрелковой дивизии (9-й гвардейский стрелковый корпус, 61-я армия, Центральный фронт) генерал-майор Аскалепов Василий Семёнович особо отличился в ходе Черниговско-Припятской наступательной операции с конце августа - начале сентября 1943 года (битва за Днепр). Менее чем за месяц дивизия с боями прошла на запад свыше 250 километров, освободив свыше 40 населённых пунктов. 77-я гвардейская стрелковая дивизия отличилась при освобождении города Чернигов (21 сентября 1943 года), за что ей присвоено почётное наименование «Черниговская». 27 сентября 1943 года дивизия генерала Аскалепова одной из первых вышла на Днепр, её передовые отряды одними из первых в армии с ходу форсировали Днепр на подручных средствах у села Дымарка (тогда в составе Репкинского района Черниговской области, Украинская ССР) На следующий день, 28 сентября, вся дивизия под огнём врага переправилась через реку и продолжала наступление по расширению плацдарма. Действия дивизии способствовали успеху всей армии.
Указом Президиума Верховного Совета СССР «О присвоении звания Героя Советского Союза генералам, офицерскому, сержантскому и рядовому составу Красной Армии» от 15 января 1944 года за «образцовое выполнение боевых заданий Командования по форсированию реки Днепр и проявленные при этом отвагу и геройство» гвардии генерал-майору Аскалепову Василию Семёновичу присвоено звание Героя Советского Союза с вручением ордена Ленина и медали «Золотая Звезда» (№ 2928).
Затем во главе дивизии участвовал в Гомельско-Речицкой, Калинковичско-Мозырской, Белорусской, Висло-Одерской, Берлинской наступательных операциях. Победу дивизия встретила на реке Эльба. Под командованием генерала Аскапелова дивизия, кроме гвардейского звания и наименования «Черниговская», была награждена также тремя орденами.

## Послевоенная служба
После войны продолжал командовать этой дивизией в Группе советских оккупационных войск в Германии. В феврале 1946 года дивизию передали в Архангельский военный округ (дислоцировалась в городе Молотовск). В июне 1946 года в связи с сокращением Вооружённых Сил дивизия была преобразована в 10-ю отдельную гвардейскую стрелковую бригаду, генерал Аскалепов остался её командиром. С января 1948 года командовал 11-й отдельной стрелковой бригадой в Архангельском военном округе.
Жил в городе Молотовск (ныне — Северодвинск) Архангельской области.
Умер 24 апреля 1948 года в Москве. Похоронен на Донском кладбище, рядом с 11 колумбарий.

## Воинские звания
- Майор (1936)
- Полковник (8.10.1940)
- Генерал-майор (1.03.1943)

## Награды
- Герой Советского Союза (15.01.1944)
- 3 ордена Ленина (15.01.1944, 21.02.1945, 6.04.1945)
- 3 ордена Красного Знамени (30.04.1943, 23.07.1943, 3.11.1944)
- орден Суворова 2-й степени (23.08.1944)
- орден Кутузова 2-й степени (29.05.1945)
- медали

## Память
- Бюст установлен в станице Тацинская.
- Именем Героя названа улица в его родной станице.
- Мемориальная доска в память об Аскалепове установлена Российским военно-историческим обществом на здании Ермаковской средней школы, где он учился.